# Hosalapur, Sindhnur
Hosalapur là một làng thuộc tehsil Sindhnur, huyện Raichur, bang Karnataka, Ấn Độ.